# Caetano Veloso
Pour les articles homonymes, voir Veloso.
Caetano Emanuel Viana Teles Veloso, dit Caetano Veloso, né le 7 août 1942 à Santo Amaro da Purificação dans l'État de Bahia, est un chanteur, compositeur et guitariste brésilien.  
Il est l'un des musiciens brésiliens les plus populaires.

## Biographie
Caetano Veloso est le cinquième des sept enfants de José Telles Velloso (surnommé « Seu Zezinho ») et de Claudionor Vianna Telles Velloso (« Dona Canô »). Il choisit le prénom de sa petite sœur (sixième enfant de la famille), Maria Bethânia, d'après une chanson célèbre de l'époque de Nelson Gonçalves. Sa sœur, chanteuse elle aussi, le précéda d'ailleurs dans la célébrité dans les années 1960.
Caetano Veloso commença sa carrière en chantant de la bossa nova et cita d'ailleurs comme ses plus grandes influences de l'époque João Gilberto et Dorival Caymmi. (João Gilberto dira d'ailleurs plus tard à propos de la contribution de Caetano à la musique brésilienne : « il a ajouté une dimension intellectuelle à la musique populaire brésilienne ».). Très vite, il abandonna un « l » de son nom et opta pour Caetano Veloso. Avec l'influence des Beatles, ses collaborations avec Gilberto Gil, Gal Costa, Tom Zé, Chico Buarque et Os Mutantes débouchèrent sur le tropicalisme, qui mêle la pop brésilienne avec le rock & roll et de la musique d'avant-garde, avec pour résultat un son plus international, psychédélique et socialement engagé. Caetano confessera également avoir subi l'influence du chanteur guitariste français Henri Salvador, dont il loue encore les qualités de mélodiste dont on peut remarquer sa version du titre Dans mon île chantée en français, laquelle connaît un grand succès mondial à sa sortie.

Caetano Veloso au III Festival de musique populaire, 1967. Archives nationales du Brésil.

Le positionnement politique de Veloso, résolument à gauche, lui valut de nombreux ennuis avec la junte militaire qui gouverna le Brésil jusqu'en 1985. Ses chansons furent fréquemment censurées et certaines interdites. Veloso fut aussi mis à l'écart de la gauche socialiste brésilienne à cause de ses influences musicales « non nationales » (comme le rock & roll). Veloso et Gilberto Gil passèrent plusieurs mois en prison pour « activités anti-gouvernementales » en 1968 (après la promulgation de l'AI-5 par le régime militaire brésilien) et durent même s'exiler à Londres. L'œuvre de Veloso après son retour au Brésil en 1972 fut caractérisée par des appropriations constantes, non seulement de styles étrangers, mais aussi de styles et de rythmes folkloriques brésiliens à moitié oubliés. En particulier, par la célébration de la culture afro-brésilienne de Bahia, il peut être vu comme le précurseur d'un groupe afro-centrique comme Timbalada.
En 1976, il fonde un quatuor vocal de choc avec Gal Costa, Maria Bethania et Gilberto Gil, dénommé los Doces Barbaros (« les doux barbares ») qui aboutira au tournage d'un film sur le courant africaniste. Le groupe - qui est une affaire de famille, Caetano et Gil étant beaux-frères et Maria étant la sœur de Caetano - se retrouvera régulièrement ensuite.
Dans les années 1980, la popularité de Veloso s'accroît à l'extérieur du Brésil, particulièrement en Israël, au Portugal et en France.
En 1997, Veloso sort un livre sur ses premières années et le tropicalisme (encore appelé Tropicália), Verdade Tropical.
En 1998, Lula Pena, chanteuse de fados, interprète ses textes.
Dans le film Parle avec elle de Pedro Almodóvar, sorti en 2002, il interprète dans une scène, la chanson Cucurrucucú Paloma.
En 2006, il est l'un des artistes de variété de réputation internationale les plus respectés et les plus prolifiques, avec plus de cinquante enregistrements disponibles et des participations à des bandes originales de films comme Frida.
Grand amateur des répertoires populaires de l'Amérique hispanique et des États-Unis, il commercialise en 1994 son premier album entièrement chanté en espagnol intitulé Fina Estampa, sous l'impulsion initiale de sa maison de disques.
En 2004, il réalise un ancien projet qui lui tenait à cœur : A Foreign Sound, son premier album entièrement en anglais, et qui comprend des reprises de standards américains allant de Love For Sale (Cole Porter) à Come as you are de Nirvana, en passant par les œuvres de Bob Dylan, Stevie Wonder, Arto Lindsay ou encore Nat King Cole. La même année, il reçoit la Médaille d'or du mérite des beaux-arts par le Ministère de l'Éducation, de la Culture et des Sports.
La fin des années 2000 marque le retour vers un son plus rock avec l'album Cê et le live Cê ao Vivo enregistré lors de la tournée accompagnant l'album studio. À cette occasion, Caetano Veloso tourne la page Jaques Morelenbaum pour s'entourer de musiciens trentenaires emmenés par Pedro Sá. Quelques mois après, il prolonge cette approche musicale en compagnie du groupe désormais baptisé banda Cê, tout en se réappropriant la samba. Zii E Zie sort dans les bacs en 2009 après que la plupart des chansons ont été jouées sur scène et présentées sur son blog internet Obra em Progresso. Fin 2012, la parution de Abraçaço vient clore la trilogie Banda Cê.
En 2017, à 75 ans, Caetano Veloso engage une tournée nationale puis internationale et un album, Ofertório, avec un groupe constitué de ses trois fils : Moreno, 44 ans alors, qu'il a eu avec l'actrice Andréa Gadelha, Zeca, 25 ans et Tom, 20 ans tous deux fils de la productrice Paula Lavigne.
En 2021, il sort un nouvel album, Meu Coco, un mélange de maracatu teinté de bossa et samba, avec arrangements de jazz et accents de pop et de rock. En août, il donne un concert à la Philharmonie de Paris, retransmis en juin 2022 sur France4, tandis que France Inter lui rend un hommage en deux volets donnant un aperçu des différentes facettes de son œuvre,
Il apporte son soutien à l'ancien président Lula da Silva pour l'élection présidentielle de 2022 au Brésil.
En 2024 il figure au générique de film de Christine Angot « Une famille » puisqu’elle utilise sa version de La mer de Charles  Trenet comme générique final.

## Discographie
- 1967 - Domingo (avec Gal Costa)  Philips
- 1967 - Alegria, Alegria  Philips
- 1968 - Caetano Veloso  Philips
- 1968 - Tropicália ou Panis et Circenses (avec Gilberto Gil, Os Mutantes, Nara Leão, et Gal Costa)  Philips
- 1968 - Ao Vivo (avec Os Mutantes) Philips
- 1968 - "Veloso, Gil e Bethania" RCA Victor
- 1969 - Caetano Veloso  Philips
- 1971 - Caetano Veloso
- 1972 - Transa  Philips
- 1972 - Barra 69 ao vivo na Bahia (avec Gilberto Gil)  Philips
- 1972 - Caetano e Chico - Juntos ao Vivo (avec Chico Buarque)  Phonogram
- 1973 - Araçá Azul  Phonogram/Philips
- 1974 - Temporada de Verão - ao vivo na Bahia (avec Gilberto Gil et Gal Costa)    Phonogram
- 1975 - Jóia  Philips
- 1975 - Qualquer Coisa  Philips
- 1975 - Lady Madonna, reprise des beatles"
- 1976 - Doces Bárbaros (avec Gal Costa, Gilberto Gil et Maria Bethânia)  Philips
- 1977 - Bicho  Philips
- 1977 - Muitos Carnavais  Phonogram/Philips
- 1978 - Muito (dentro da estrela azulada)  Philips
- 1978 - Maria Bethânia e Caetano Veloso ao Vivo  Phonogram
- 1979 - Cinema Transcendental  Polygram/Philips
- 1981 - Outras Palavras  Philips
- 1981 - Brasil (avec João Gilberto, Gilberto Gil and Maria Bethânia)  WEA
- 1982 - Cores, Nomes  Philips
- 1983 - Uns  Philips
- 1984 - Velô  Philips
- 1986 - Totalmente Demais  Polygram/Philips (live)
- 1986 - Caetano Veloso  Nonesuch
- 1987 - Caetano Veloso  Philips
- 1989 - Estrangeiro  Philips
- 1991 - Circuladô  Polygram
- 1992 - Circuladô Vivo  Polygram
- 1993 - Tropicália 2 (avec Gilberto Gil)  Polygram/Philips
- 1994 - Fina Estampa  Polygram
- 1994 - Fina Estampa ao Vivo  Polygram
- 1995 - O Quatrilho  Natasha/Blue Jackel (film soundtrack)
- 1996 - Tieta do Agreste  Natasha/Blue Jackel
- 1997 - Livro  Polygram
- 1999 - Prenda Minha  Polygram
- 1999 - Omaggio a Federico e Giulietta  Universal Music (live)
- 1999 - Orfeu  Natasha (film soundtrack)
- 2000 - Noites do Norte  Universal Music
- 2001 - Noites do Norte ao vivo  Universal Music
- 2002 - Eu não peço desculpas (avec Jorge Mautner)  Universal Music
- 2002 - Todo Caetano (40 CD boxed set)  Universal Music
- 2004 - A Foreign Sound  Universal Music
- 2005 - Onqotô (avec José Miguel Wisnik) en indépendant
- 2006 - Cê  Universal Music
- 2007 - Cê ao vivo Universal Music
- 2009 - Zii e Zie Universal Music
- 2011 - Multishow Ao Vivo Caetano e Maria Gadú Universal Music LTDA
- 2012 - Abraçaço Universal Music
- 2021 - Meu Coco